# FS E.330
Die Baureihe E.330 war eine Elektrolokomotiv-Baureihe der staatlichen italienischen Eisenbahn Ferrovie dello Stato. Sie wurde auf dem oberitalienischen Drehstromnetz besonders im Reisezugdienst eingesetzt.

## Geschichte
Die Lokomotiven der Reihe FS E.330 waren die ersten Schnellzuglokomotiven bei dem oberitalienischen Drehstromnetz und wurden 1914 bei Società Italiana Westinghouse im elektrischen Teil und Breda im mechanischen Teil nach Plänen von Kálmán Kandó hergestellt. Mit ihr konnten erstmals schnelle Züge elektrisch befördert werden. Beschafft wurden sie für die Beförderung von Schnellzügen auf den Flachlandstrecken Lecco–Monza und Genua–Savona. Auf Grund des nicht ausreichenden Reibungsgewichtes war allerdings die Zugkraft der Lokomotive nicht ausreichend.
Nach der Lieferung von leistungsstärkeren Maschinen (FS E.333) wurden die Lokomotiven zur Beförderung leichter Züge verwendet. Sie waren von 1914 bis 1927 im Depot Lecco und von 1927 bis 1940 in Livorno beheimatet. 1947 und 1948 wurden die ersten beiden Lokomotiven der Serie ausgemustert. Die restlichen Maschinen wurden 1952 nach Alessandria versetzt und versahen dort leichte Dienste. Abgestellt wurden die Lokomotiven dort 1963. Verschrottet wurden sie im Jahr 1965 bis auf die E 330.008, die museal erhalten wurde. Sie steht heute in dem Technikmuseum Mailand. Auf Grund ihrer Linienführung erhielten die Lokomotiven vom Betriebsdienst den Spitznamen Kamel.

## Technische Merkmale
Die E.330 war eine Einrahmenlokomotive und hatte drei gekuppelte Achsen und zwei äußere Laufachsen. Über ein Gestänge wurden die Treibräder von den tief in dem Rahmen liegenden Elektromotoren angetrieben. Den Höhenausgleich zwischen den Achsen und den elektrischen Fahrmotoren war noch etwas anders als bei dem patentierten Kandó-Antrieb ausgeführt, mit einem Dreieck zwischen den Fahrmotoren und dem Kurbelzapfen der mittleren Treibachse. Offenbar war der Winkel dieses Fachwerkdreieckes etwas ungünstig gewählt worden, denn das Fahrgestell der Lokomotive war der Leistung des Motors nie ganz gewachsen. Bei der FS E.333 war der Winkel des Dreieckes etwas steiler gewählt worden, diese Maschine erfüllte die Anforderungen des Betriebsdienstes ganz. Auch soll sich der Rahmen bei der FS E.330 bei starker Belastung der Lok verzogen haben.
Vom Aufbau her hatten die Lokomotiven ursprünglich an den Stirnseiten Übergangsbühnen. Später wurden diese entfernt und die Lokomotive erhielt daraufhin kurze Vorbauten. Über einen Umstellhebel konnte das Reibungsgewicht zwischen den Werten 51 t und 45 t umgestellt werden.
Der von der Fahrleitung übernommene Drehstrom wurde mit dem optimalen Leistungsfaktor den Fahrmotoren zum Antrieb übergeben. Gegenüber der FS E.550 hatten die Rotoren der beiden Drehstrommotoren insgesamt sieben Schleifringe, vier auf dem einen Wellenende, drei auf dem anderen Wellenende. Dadurch wurden in Kombination zwischen der verschiedenen Polzahl und der Parallelschaltung bzw. der Reihenschaltung insgesamt vier Fahrstufen erreicht. Die Lokomotive besaß vier Geschwindigkeitsstufen: 37, 50, 75 und 100 km/h. Bei 37 km/h hatte die Lokomotive eine Dauerleistung von 920 kW und eine Zugkraft von 88 kN; bei 50 km/h hatte sie 1230 kW Leistung und 88 kN Zugkraft; bei 75 km/h hatte sie 1.940 kW Leistung und 93 kN Zugkraft und bei 100 km/h 1630 kW Leistung und 59 kN Zugkraft. Dabei besaß sie einen größten Wirkungsfaktor von 0,85 bei den Geschwindigkeitsstufen 100 km/h und 75 km/h. In den unteren Geschwindigkeitsstufen war der Wirkungsgrad lediglich 0,65. Zwischen den vier Fahrstufen diente der Flüssigkeitsanlasser, der als sogenannter Beschleuniger zwischen den Dauerfahrstufen diente. Dieses Aggregat arbeitete als Flüssigkeitswiderstand, der eine gleichmäßige Beschleunigung beim Anfahren und beim Wechseln auf eine höhere Geschwindigkeitsstufe ermöglichte. Als Widerstandsmittel diente eine 0,5-prozentige Sodalösung, die beim Anfahren der Lokomotive und beim Beschleunigen ein immer höheres Niveau erreichte und dadurch zwischen den Elektrodenplatten eine Verbindung von gleichmäßig abnehmendem Widerstand gewährleistete. Die Beschleunigung konnte der Lokführer auf einem separaten Hebel neben der Geschwindigkeitsstufe einstellen. Der Fahrschalter zur Steuerung der Lokomotive bestand aus drei Hebeln, die eine pneumatische Steuerung der Lokomotive vornahmen. Dabei übernahm der erste von ihnen die Steuerung der Fahrtrichtung, der zweite stellte die Geschwindigkeitsstufe ein und der dritte die Arbeit des Flüssigkeitswiderstandes. Wollte der Lokführer die Lokomotive anfahren bzw. auf eine höhere Geschwindigkeit wechseln, so stellte er den dritten Hebel in seine Anfangsstellung. Darauf stellte er die entsprechende Fahrgeschwindigkeit mit dem zweiten Hebel ein und darauf wieder den dritten Hebel auf Widerstand. War die eingestellte Geschwindigkeit erreicht, wurde der Widerstand automatisch pneumatisch kurzgeschlossen. Dieselbe Prozedur war beim elektrischen Bremsen nötig. Da sich die Sodalösung beim Beschleunigen erwärmte, musste die Lokomotive beim Aufrüsten im Depot und von Zeit zu Zeit Wasser für die Widerstände nachfüllen. Dadurch konnten sie nur effektiv in den Geschwindigkeitsstufen arbeiten.